# Malcolm Pinson
Malcolm Pinson (* 1941 in Houston, Texas; † 4. März 2002 ebenda) war ein US-amerikanischer Jazz-Schlagzeuger.

## Leben und Wirken
Pinson spielte im Raum Houston u. a. mit Eddie Lockjaw Davis, Sweets Edison, Kenny Burrell und Arnett Cobb. In der zweiten Hälfte der 1970er-Jahre gehörte er der Band des Saxophonisten Billy Harper an, mit dem er auf Europa-Tourneen ging. Bis 1998 leitete er seine Band Matt Pinson and the Jazz Warriors, mit der er regelmäßig in Houstoner Jazzspielstätten wie Cezanne und Sambuca spielte. Seinen letzten Auftritt hatte er 2001 auf dem Jazz Festival in Kemah. Pinson starb Anfang März 2002 an Nierenversagen.
Im Bereich des Jazz war er zwischen 1971 und 1987 an neun Aufnahmesessions beteiligt.  Pinsons Schlagzeugspiel war von Art Blakey beeinflusst.

## Diskographische Hinweise
- Arnett Cobb: The Wild Man from Texas (1971)
- Billy Harper: Black Saint: Billy Harper Quintet On Tour in Europe '75 (Black Saint, 1975)
- Billy Harper Quintet: Trying To Make Heaven My Home (MPS, 1979)
- Billy Harper: The Believer (Baystate, 1980)
- Arnett Cobb/Dizzy Gillespie/Jewel Brown: Show Time (Fantasy, 1987)